# Ulodesmus lawrencei
Ulodesmus lawrencei är en mångfotingart som beskrevs av Karl Wilhelm Verhoeff 1939. Ulodesmus lawrencei ingår i släktet Ulodesmus och familjen Gomphodesmidae. Inga underarter finns listade i Catalogue of Life.